# Jeanne Le Ber
Jeanne Le Ber (4. ledna 1662 Montréal – 3. října 1714 Montréal) byla kanadská římskokatolická laika a reklúza.

## Život
Narodila se 4. ledna 1662 v Montréalu v tehdejší Nové Francii jako dcera šlechtice Jacquese Le Ber a Jeanne Le Moyne. Vyrůstala v bohaté a vlivné rodině. Jejím kmotrem byl vojenský důstojník Paul de Chomedey de Maisonneuve a kmotrou zdravotní sestra Jeanne Mance.
Brzy se začala věnovat svému duchovnímu životu. Se svou kmotrou Jeanne často navštěvovala nemocnici Hôtel-Dieu. Udržovala přátelství s budoucí světicí Marguerite Bourgeoys, zakladatelkou Kongregace Notre Dame z Montréalu, která ovlivnila její duchovní život.
V letech 1674–1677 studovala u sester Voršilek v Québecu, kde vyučovala její teta Marie Le Ber de l’Annonciation. V 15 letech se vrátila do rodného města. O tři roky později jí rodiče dovolili žít jako reklúza (člověk, který žije v dobrovolném ústraní) v rodinném domě. Z domu odcházela pouze na mši. Když se sestry z kongregace Notre Dame rozhodly postavit na svém pozemku kostel, nechala si Jeanne postavit třípokojový byt za oltářem.
V listopadu 1682 odmítla opustit byt, aby  mohla navštívit svou umírající matku. Později také odmítla převzít vedení domácnosti ovdovělého otce. Její otec ji navštěvoval dvakrát ročně, a roku 1706 nebyla přítomna na jeho pohřbu.
Dne 24. června 1685 složila soukromé sliby samoty, čistoty a chudoby. I přes složení těchto slibů si ponechala svou družku a sestřenici Annu Barroy, která se starala o její fyzické potřeby. Jeanne šila a vyšívala církevní roucha, oblečení pro nejpotřebnější a zajišťovala vzdělávání mladým dívkám. Věnovala se řadě obchodních záležitostí, protože se necítila povinna svými sliby zbavit se svého majetku. Po její smrti byl majetek odkázán Kongregaci Notre Dame.
Zemřela 3. října 1714.

## Proces svatořečení
Proces byl zahájen 28. října 2015 v montréalské arcidiecézi.